# Zorocrates gnaphosoides
Espèce
Synonymes
- Satricum gnaphosoides O. Pickard-Cambridge, 1892
- Zorocrates petersi Kraus, 1955

Zorocrates gnaphosoides est une espèce d'araignées aranéomorphes de la famille des Zoropsidae.

## Distribution
Cette espèce se rencontre au Mexique dans les États de Puebla, du Veracruz et du Chiapas, au Guatemala et au Salvador,.

## Description
Le mâle décrit par Platnick et Ubick en 2007 mesure 14 mm et la femelle 16 mm.

## Publication originale
- O. Pickard-Cambridge, 1892 : Arachnida. Araneida. Biologia Centrali-Americana, Zoology. London, vol. 1, p. 89-104 (texte intégral).